# Nintendo Switch Sports
Nintendo Switch Sports est un jeu vidéo de sport développé et édité par Nintendo, sorti le 29 avril 2022 sur Nintendo Switch. Il est le successeur spirituel du jeu Wii Sports Club sorti en 2013 sur Wii U, et est donc un épisode de la série des Wii Sports.

## Disciplines
Le jeu inclut initialement six sports, dont trois déjà apparus lors des opus précédents : 
- le tennis (initialement présent dans Wii Sports) ;
- le bowling (initialement présent dans Wii Sports) ;
- le chambara (initialement présent dans Wii Sports Resort, anciennement nommé sabre) ;
- le volley-ball ;
- le badminton ;
- le football.

La mise à jour du 29 novembre 2022 ajoute un nouveau sport à la liste des disciplines :
- le golf (initialement présent dans Wii Sports).

La mise à jour du 10 Juillet 2024 ajoute un nouveau sport à la liste des disciplines:
- le basket (initialement dans Wii Sports Resort)

## Univers
Les différentes disciplines du jeu sont accessibles via un complexe sportif nommé Spocco Square, à l'instar de l'île Wuhu dans Wii Sports Resort. L'avatar du jeu est appelé Sportsmate, personnalisable de diverses manières, mais il est également possible de jouer avec un Mii.

## Développement
Nintendo annonce la sortie de Nintendo Switch Sports lors du Nintendo Direct du 9 février 2022. Un Online Play Test est mis en place les 19 et 20 février 2022 dans lequel les joueurs pourvus d'un abonnement Nintendo Switch Online peuvent participer à un test du jeu en multijoueur afin d'améliorer la qualité globale du jeu et certains aspects techniques. Après sa sortie, deux mises à jour gratuites sont effectuées. La mise à jour d'été, sortie le 27 juillet 2022, ajoute la possibilité de disputer des matchs de football en utilisant la sangle de jambe (accessoire portatif de Joy-Con inclus avec la version en boîte de Nintendo Switch Sports, mais aussi disponible séparément), compatible dès la sortie du jeu pour les séances de tirs au but,. La seconde mise à jour, sortie le 29 novembre 2022, ajoute le golf (présent initialement dans Wii Sports) à la liste des disciplines disponibles,. La troisième grande mise à jour concerne l'arrivée du basket dans le jeu le 10 juillet 2024 (initialement dans Wii Sports Resort) où il y aura une nouveauté qui permettra de jouer à 4 simultanément en faisant des tirs à 3 points.

## Accueil

### Ventes
Nintendo Switch Sports s'est vendu à 190 000 exemplaires lors de sa première semaine de commercialisation, et cumule plus de 300 000 exemplaire vendus au bout d'une dizaine de jours au Japon, tendance qui se poursuit la semaine suivante. Au 30 juin 2022, le jeu s'est écoulé à 4,84 millions d'exemplaires à travers le monde. En août 2024, le jeu s'est écoulé à 13,1 millions de ventes partout dans le monde.